# Всесвітній торговий центр Осаки
Всесвітній торговий центр Осаки (яп. 大阪ワールドトレードセンタービルディング) — хмарочос в Осаці, Японія. Висота 55-поверхового хмарочосу становить 256 метрів і він є найвищим будинком Осаки та третім за висотою в Японії, це місце він ділить з Вежею Рінку Гейт, що теж розташована в Осаці. Будівництво було розпочато в березні 1991 і закінчено в лютому 1995 року.
Площа будинку 150,000 м², більша частина з котрих використовується під офіси. В будинку також розташовані музей, ресторан та обсерваторія. Обсерваторія розташована в перевернутій піраміді на даху хмарочоса.